# Gaston Mandeville
Pour les articles homonymes, voir Mandeville.
 (juillet 2018).
Gaston Mandeville, né à Drummondville le 23 novembre 1956 et décédé à Montréal le 16 juin 1997 était un auteur-compositeur-interprète québécois. Il était le leader du groupe Mandeville, dont le style variait entre le folk rock et le pop rock.

## Biographie
Il fait partie de quelques formations musicales avant d'étudier la musique, au collège d'abord, puis à l'Université Laval à compter de 1976. En 1977-78, il parcourt les boîtes à chansons et les bars du Vieux-Québec à Québec, seul avec sa guitare puis avec un bassiste. Il compose la majeure partie de son répertoire de style folk-rock. En 1979, il s'adjoint un autre guitariste et un batteur et forme le groupe MANDEVILLE qui se classe deuxième à un concours de musiciens organisé par le Café-Campus de Sainte-Foy en 1980. Quelques mois plus tard, Gaston participe à l'émission Pulsion (Société Radio-Canada) et se fait remarquer par le musicien Robert Turmel qui réalisera ses deux premiers albums (1980, 1981). Ceux-ci seront bien accueillis grâce aux chansons Le Vieux du bas du fleuve, Encore ben saoul, Le bonheur est tranquille et Craqué. 
Mandeville donne en 1980 un spectacle avec Sylvie Tremblay à l'Institut canadien de Québec et un autre en première partie de Chris de Burgh au Grand Théâtre de Québec. En 1981, il donne la première partie du spectacle d'Yvon Deschamps et Diane Dufresne à l'ouverture du Festival d'été de Québec sur les plaines d'Abraham. Après quelques années de présence discrète, il lance en 1985 un quatrième album intitulé Comme un teenager, dont les chansons Downtown samedi soir et En plein cœur de l'été se retrouvent sur les palmarès. Il revient en 1989 avec Où sont passés les vrais rebelles, un album qui contient le succès L'homme de la maison, et participe aux Francofolies de La Rochelle en France. Après quatre ans d'absence de la scène montréalaise, Mandeville donne à l'automne 1990 un spectacle au Café-Campus de Montréal et un autre dans le cadre du Coup de cœur francophone organisé par le magazine Chanson[pertinence contestée]. Il effectue une tournée en France en 1991.
En 1994, il enregistre un sixième album, En route pour l'an 2000, et l'année suivante il fait une tournée de plus de 50 spectacles au Québec. Cette année-là, il sera aussi le plus couru des artistes aux FrancoFolies de Montréal[réf. nécessaire]. Mandeville commence alors à signer des chansons pour d'autres artistes ; il participe aussi à la réalisation des disques de Gildor Roy. En 1996, il apprend qu'il est atteint d'un cancer des os (sarcome d'Ewing), mais ce n'est qu'en mai 1997 que son état de santé s'aggrave soudainement. La dernière année de sa vie aura été marquée par la parution, à quelques mois d'intervalle, de deux albums : Les années folk (automne 96), comprenant des versions acoustiques d'une douzaine de ses succès des vingt dernières années en plus de quatre chansons inédites, puis Huit (printemps 97), composé entièrement de chansons nouvelles.
Gaston Mandeville est décédé le 16 juin 1997, dans l'intimité de sa demeure, bien entouré de sa famille et de ses proches.

## Discographie

### Mandeville (1980)

#### Chansons
1. Le Vieux du bas du fleuve
2. Encore ben saoul
3. Une poussière de plus
4. Toune en do
5. Chus pas d'ici
6. Y avait l'soleil
7. Chez nous
8. Blouze-du-bloc
9. Après l'show

#### Succès
Plusieurs chansons tirées de cet album furent des succès. Avec François Camirand, il compose «Le vieux du bas du fleuve» qui dénonce la dépossession tranquille du Québec rural et qui est devenu un classique de la chanson québécoise. La simplicité instrumentale et les paroles touchantes dénonçant l'expropriation en ont fait un classique des "chansons de feux de camp".[réf. nécessaire]

### Mandeville (1981)

#### Chansons
1. Le bonheur est tranquille
2. Vie-somnifère
3. Rien de plus
4. Parti d'un village
5. El flapso pasa
6. Craqué
7. Après l'impossible
8. Gagner sa vie
9. Décadence
10. Si...

### El cheapo deluxe (1983)

#### Chansons
1. Rien de spécial
2. Les dollars
3. Sous le givre
4. Faut pas s'en faire
5. 12 heures de route
6. 18 ans
7. Goodnight Irene
8. Bye-bye
9. Elle

### Comme un teenager (1986)

#### Chansons
1. Teenager en amour
2. Le train roule toujours
3. Pauline
4. Downtown samedi soir (revisited)
5. Un fou dans la foule
6. Cette ville (à l'abri du temps)
7. Une autre chanson d'amour
8. En plein cœur de l'été
9. Moitié du monde

### Où sont passés les vrais rebelles (1989)

#### Chansons
1. Où sont passés les vrais rebelles ?
2. 16 ans
3. Gens stupides vs amour
4. L'homme de maison
5. Mama
6. Rêve américain
7. Bizness blues
8. Ram dam dans le trafic
9. Pluie d'été

### En route vers l'an 2000 (1994)

#### Chansons
1. Attendre
2. Toutes les nuits
3. Le bonheur
4. Le plan
5. Pleine lune...
6. Le jeu du silence
7. En route vers l'an 2000
8. No way
9. Mentir
10. En amour avec lui
11. Berceuse

### Les années folk (1996)

#### Chansons
1. Le vieux du bas du fleuve
2. Encore ben soûl
3. Une poussière de plus (pour les balayeurs du ciel)
4. Toune en do
5. Le bonheur est tranquille
6. Parti d'un village
7. El flapso pasa
8. 18 ans (le rêve cheap d'Hollywood)
9. Good Night Irene
10. 12 heures de route
11. Jeudi soir
12. Infâme destin
13. J' me souviens plus
14. Ouragan
15. Le vieux du bas du fleuve (2e version)

### Huit (1997)

#### Chansons
1. J'ai pris le temps
2. Je vis avec
3. Mon petit trésor
4. Les anges dansent
5. Un grand détour
6. Des parfums et de l'or
7. Manager son stress
8. Les clefs du char
9. Ailleurs
10. Personne
11. Fille du nord
12. Quand tu dors